# Cliffortia cervicornu
Cliffortia cervicornu es una especie de planta del género Cliffortia, perteneciente a la familia Rosaceae.

## Taxonomía
Cliffortia cervicornu fue descrita por August Henning Weimarck en 1959.

## Distribución
Se encuentra en el territorio de las Provincias del Cabo.